# Urpo Lahtinen

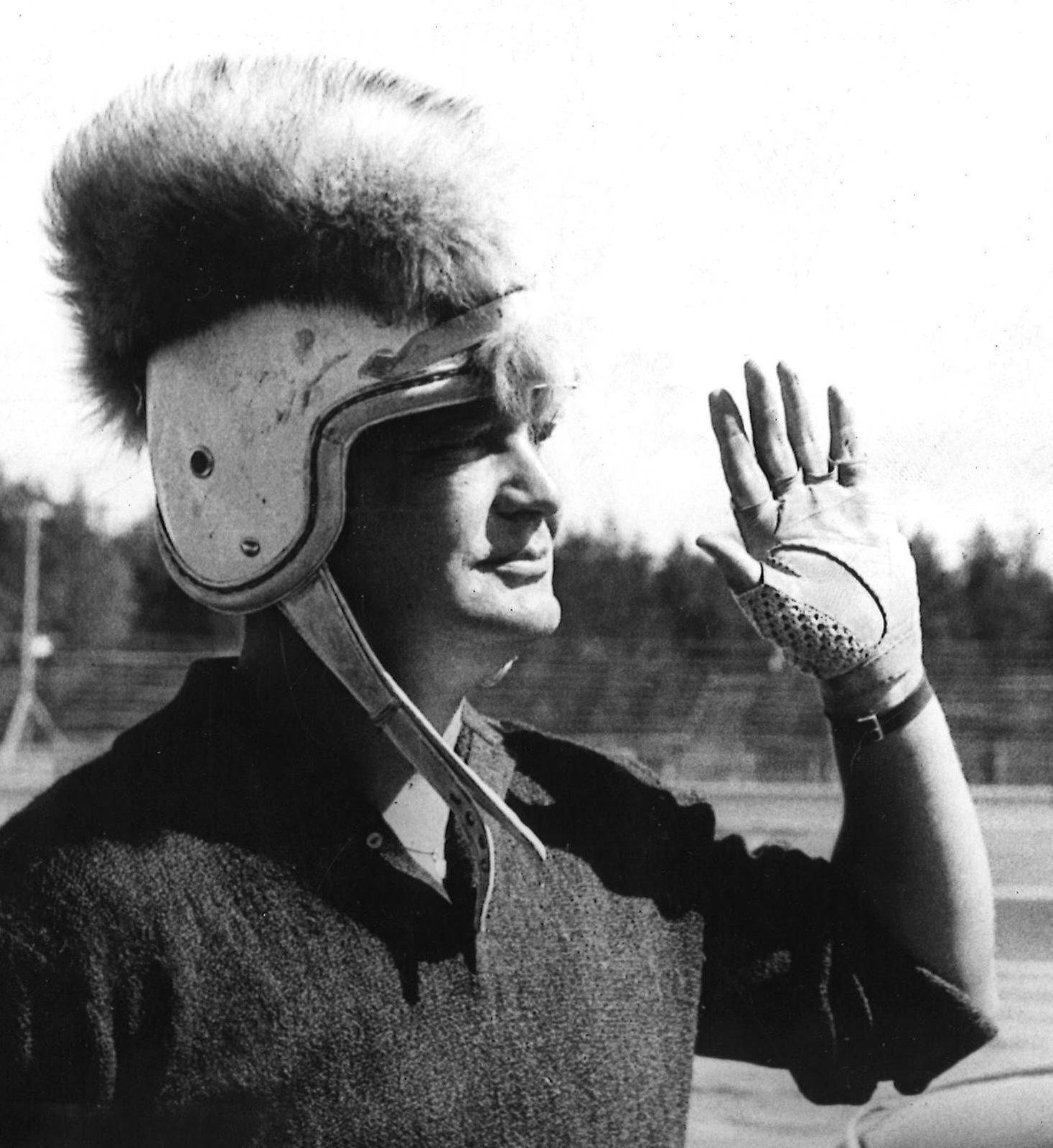
Urpo Lahtinen år 1966.

Urpo Juhani Lahtinen, född 22 april 1931 i Helsingfors, död 15 oktober 1994 i Tammerfors, var en finländsk journalist och tidskriftsförläggare.
Lahtinen började sin bana vid den socialdemokratiska tidningen Eteenpäin i hemstaden Kotka och arbetade 1955–1957 vid Kansan Lehti i Helsingfors. År 1957 grundade han landets första gratistidning Tamperelainen och tidskriftsförlaget Lehtimiehet Oy, som expanderade kraftigt bland annat genom den stora framgången med Hymy, uppkallad efter hans hustru. Han var en banbrytare för den sensationsbetonade tidskriftspressen och skapade sig samtidigt en ansenlig förmögenhet. År 1988 avyttrade han sitt företag till Yhtyneet Kuvalehdet, sedan han drabbats av sjukdom.